# Ho Csien-kuj
Ho Csien-kuj (Xinhua County, 1984 –) kínai biofizikai kutató. 2018-ban az ő közreműködésével megszülettek a világ első ismert génszerkesztett gyermekei Kínában, akik a Lulu és Nana nevet kapták.

## Életrajz

### Tanulmányai
2002 és 2006 között az University of Science and Technology of China (中国科学技术大学) egyetemen tanult. 2007 és 2010 között a Rice Egyetemen végezte el a PhD-t. 2011 és 2012 között a Stanford Egyetem posztdoktorális képzésén vett részt.